# Briord
Briord är en kommun i departementet Ain i regionen Auvergne-Rhône-Alpes i östra Frankrike. Kommunen ligger  i kantonen Lhuis som ligger i arrondissementet Belley. Kommunens areal är 12,29 km². År 2022 hade Briord 1 102 invånare.

## Befolkningsutveckling
Antalet invånare i kommunen Briord
Referens: INSEE